# Tomboya (district)
Tomboya est l'un des districts de la sous-préfecture de Dabiss, situé dans la préfecture de Boké en république de Guinée,.

## Géographie

### Démographie
- En 2014, le district comptait 1 104 habitants selon les RGPH 2014[3] ,[4],[5]